# Filòcor
Filòcor (Philochorus, Philókhoros Φιλόχορος) fou un endeví i escriptor atenenc autor d'obres sobre llegendes, antiguitats i històries d'Àtica. Segons Suides era atenenc i fill de Cicne, un magistrat d'Atenes. La seva dona es deia Arquestrata. Va ser contemporani d'Erastòtenes, però aquest ja era vell quan Filòcor era jove. Va viure entre els anys 340 i 263 aC.
Va ser en els seus inicis un endeví i arúspex, que esbrinava el futur per les entranyes. Més endavant es va fer intèrpret i col·leccionista d'horòscops. Va ser un dels últims practicants de l'atidografia, una forma d'història de l'Àtica i d'Atenes feta amb un estil patriòtic i tradicionalista, que feia servir fonts orals sense cap crítica, cosa que portava a fal·làcies i a anacronismes historiogràfics.
Un fragment de la seva obra diu que l'any 306/305 era conegut ja per la seva activitat d'endeví, i se'l va consultar per esbrinar el significat de dos fets: Una gossa va entrar al temple d'Atena Polias i un estel va ser visible al cel molt després de la sortida del sol. Aquests dos presagis van ser interpretats per Filòcor com l'anunci de la tornada dels exiliats atenencs pro-macedonis, sense que allò suposés la caiguda del govern en el poder.
Un altre fragment el menciona com a intèrpret de l'eclipsi de lluna de l'any 413 aC. Segons Filòcor, el fenomen anunciava la fugida de l'exèrcit de Nícies a Siracusa.
Suides diu que fou executat per ordre d'un Antígon acusat de ser favorable al Ptolemeus, però no s'ha pogut lligar amb seguretat cronològicament. El mateix Filòcor diu que va exercir un càrrec a Atenes el 306 aC i com que Antígon el Borni va morir aquest any el més probable és que es tracti d'Antígon II Gònates i, per tant, l'execució i mort se situaria vers el 260 aC.
A Suides es dona una llista de les seves obres:
- Ατθίς o ̓Ατθίδες o Ιστορίαι
- Επιτομὴ τη̂ς ἰδίας ̓Ατθίδος
- Πρὸς τὴν Δήμωνος ̓Ατθίδα or ἡ πρὸς Δήμωνα ἀντιγραφή
- Περὶ τω̂ν ̓Αθήνησι ἀρξάντων ἀπὸ Σωκρατίδου μέχρι ̓Απολλοδώρου.
- Ολυμπιάδες ἐν βιβλίοις
- Περὶ τη̂ς τετραπόλεως
- Επιγράμματα ̓Αττικά
- Ηπειρωτικά
- Δηλιακά, βιβλία
- Περὶ τω̂ν ̓Αθήνησι ἀγω̂νων βιβλία ιζ
- Περὶ ἑορτω̂ν
- Περὶ ἡμερω̂ν
- Περὶ θυσιω̂ν
- Περὶ μαντικη̂ς
- Περὶ καθαρμω̂ν
- Περὶ μυστηρίων τω̂ν ̓Αθήνησι.
- Περὶ ̓Αλκμα̂νος.
- Περὶ τω̂ν Σοφοκλέους μύθων βιβλία
- Περὶ Εὐριπίδου
- Συναγωγὴ ἡρωί̈δων, ἤτοι Πυθαγορείων γυναικω̂ν
- Ηπρὸς Αλυτον ἐπιστολή
- Επιτομὴ τη̂ς Διονυσίου πραγματείας περὶ ἱερα̂ν
- Σαλαμι̂νος κτίσις

La seva obra principal, en deu llibres, que va ser consultada per Asini Pol·lió, va ser una Història d'Atenes, però també va escriure quatre llibres sobre endevinació i un altre sobre els sacrificis.